# Церковь Тихвинской иконы Божией Матери (Вииниярви)
Церковь Тихвинской иконы Божией Матери (фин. Viinijärven Jumalanäidin Tihvinäläisen ikonin kirkko) — православный храм в деревне Вииниярви, в 30 км от Йоэнсуу. Является главным храмом Тайпальского прихода Куопиоской и Карельской митрополии Финляндской архиепископии. Входит в число охраняемых государством церковных объектов.
Храмовый праздник — 26 июня (празднование Тихвинской иконы Божией Матери).

## История и строительство
Первые упоминания о православном храме на берегу реки Тайпале относятся к середине XVIII в. В 1768 году на берегу была построена деревянная церковь, уничтоженная пожаром 1774 года. В 1775 году была построена новая деревянная церковь, освященная в честь Святителя Николая. Священный синод Русской православной церкви выделил средства на её строительство и даровал ряд церковных принадлежностей. Императрица Екатерина II даровала священные одежды, часть из которых в настоящее время хранится в музее Финляндской Православной церкви в Куопио. К началу XX века храм не мог вместить всех прихожан, и было принято решение о строительстве нового храма. В 1906 году храм Святителя Николая был разобран, а неподалеку от того места, где он находился, начали строить новую церковь. В настоящее время на место алтаря храма Святителя Николая указывает памятный камень, установленный общиной прихода Тайпале в 1959 году. Новая церковь была построена в 1906 году на средства купца Ивана Стрецкова. Освящение нового храма в честь Тихвинской иконы Божией Матери, способного вместить до 300 прихожан, состоялось 9 ноября 1906 года. Освящение провел архиепископ Сергий (Страгородский, 1867—1944), возглавлявший Финляндскую епархию в 1905—1917 годы и впоследствии ставший патриархом Московским и Всея Руси (1943—1944).

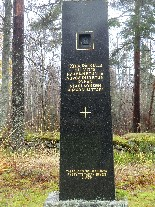
Памятный камень

## Расположение
Находится недалеко от центра деревни Вииниярви. Рядом с церковью находится православное кладбище. Напротив церкви через дорогу располагается канцелярия прихода Тайпале.

## Архитектура церкви
Крестообразная в плане церковь с архитектурным декором в стиле югенд была построена по проекту архитектора Й. О. Леандера и несколько напоминает православную церковь Николая Чудотворца в Сортавале. Церковь отличается простотой и изысканностью. Декоративные элементы: навесы, башенки, кронштейны, надоконные портики и карнизы — используются умеренно и не перегружают здание. На колокольню с четырьмя колоколами ведут 75 ступеней. В нынешнем виде здания церкви преобладают небесные оттенки.

## Иконы
Иконостас изготовлен в Санкт-Петербурге. Часть икон перенесена из разобранной церкви Святителя Николая, другая часть икон и церковные принадлежности были в разное время пожертвованы церкви. В храме находится четыре иконы Тихвинской Божией Матери. Одна из них, в серебряном окладе, находится на аналое в передней правой части храма. В нижней части иконы имеется надпись, рассказывающая о том, что она была найдена Павлом Яковлевичем Леонтьевым, возвращавшимся домой после литургии и причастия в Великий четверг 11 апреля 1883 года, на льдине, плывшей по Малой Невке. Икона была в плохом состоянии и нуждалась в реставрации, которая была проведена в 1883 году.

## Православный приход Тайпале
Православный приход Тайпале — древнейший из современных приходов Православной церкви Финляндии, впервые он упоминается в 1591 году. В приходе Тайпале в 1858 году была проведена первая в стране православная служба на финском языке. Об этом свидетельствует памятная доска, находящаяся в притворе главного храма прихода. Приход включает в себя церковь Тихвинской иконы Божией Матери (Вииниярви), церковь Святого Духа (Оутокумпу), церковь Святого Иоанна Предтечи (Полвиярви), часовню Святого пророка Илии (Соткума), часовня Святого апостола Андрея Первозванного (Липери). Количество прихожан составляет около 1800 человек. Канцелярия прихода находится в Вииниярви в здании старого дома приходского священника (Viinijärventie 7).